# Parti paysan d'union sociale
Le Parti paysan d'union sociale (PPUS) fut fondé le 11 juillet 1945 par Paul Antier, sous le nom de Parti paysan, pour représenter les milieux agricoles en politique et assurer la relève du Parti agraire et paysan français d'avant-guerre. Camille Laurens, ancien syndic national adjoint de la Corporation paysanne en devient un des dirigeants. Le 6 octobre 1945, le parti se dote d'un organe hebdomadaire : L'Unité paysanne. 

## Historique

### Origine
L'objectif du parti est de représenter le corporatisme paysan et de tenter de trouver une place face à l'affaiblissement du parti radical et le discrédit de la Corporation paysanne ainsi que la méfiance de la Confédération générale de l'agriculture. Le discours évolue par rapport à l'ancien parti paysan en n'opposant plus la ville et la campagne mais en prônant l'« union sociale », une rénovation des structures socio-économiques mais fondée sur l'agriculture. Les alliances pour les premières élections de 1945 sont toutes à droite et qui contestent les transformations en cours, tout en étant peu présent nationalement. 
Après les élections constituantes françaises de 1945, une partie des élus, onze dont cinq apparentés, forment le groupe Paysan, apparenté à l'Union démocratique et socialiste de la Résistance, tandis que d'autres siègent dans l'Unité républicaine. Après la formation du Parti républicain de la liberté, un certain nombre de parlementaires rejoignent leur groupe. Le parti décrit le résultat de cette élection comme une victoire des ouvriers et de la bourgeoisie sur les paysans. Cependant, rapidement, un certain nombre de maréchalistes agrarien rentrent dans les fédérations départementales, influençant une ligne plus dure contre la CGA, et les références à la Résistance diminuent pour critiquer les épurations. À partir de 1948 et 1949, le parti commence à effectuer une relecture de l'Occupation et de la Libération pour promouvoir l'amnistie.
Le parti s'oppose au projet de la première constitution et pour préparer les secondes élections constituantes. François de La Rocque est contacté en mars pour se rapprocher du réseau de Réconciliation française, sans succès en raison de sa mort. Les élections de juin 1946 montrent les difficultés du parti à s'implanter et ne participent qu'à treize listes, le groupe est alors reconduit avec seulement sept membres et deux apparentés mais change de nom pour « républicain d’action paysanne et sociale », en s'apparentant cette fois au groupe des Républicains indépendants.

### Transformation
Le 25 et 26 juillet 1946, un Conseil national à Paris a lieu pour donner un nouvel élan au parti, il se renomme « Parti paysan d’union sociale » pour mettre en avant le fait de ne pas se cantonner à représenter les paysans et de se rapprocher des indépendants. Le Conseil proclame l’union, sur le plan politique et social, de la paysannerie, des ouvriers, des artisans et de la classe moyenne. Le parti s'oppose radicalement au tripartisme et dénonce le dirigisme étatique et revendiquant la suppression du Ministère du Ravitaillement. Face au second projet de constitution, il appelle à voter non. Il cherche alors à faire le plus d'alliance avec la droite. Après les élections de novembre, le PPUS dispose de neuf membres à l'Assemblée mais aussi sept élus dans le Conseil de la République. Le groupe de l'Assemblée s'apparente au MRP jusqu'en mars 1947 et se renomme « Centre républicain d’union paysanne et sociale » tout en s'opposant à la mise en place de la Sécurité sociale, pour Paul Antier, un danger pour les libertés individuelles. Avec le début de la Guerre froide, le PPUS renforce son anticommunisme. Il semble alors être assez dynamique dans les scrutins locaux, notamment dans certains département comme la Haute-Loire et le Cantal, mais reste très fragile. Cette implantation permet en 1948, seize sénateurs lors des élections et s'appui sur la FNSEA et des départements ruraux pauvres, récupérant les paysans ayant peur des transformations de modernisation en cours, couplée à une forte présence du catholicisme. L'année 1948 voit l'arrivée de plusieurs parlementaires provenant d'autres groupes, notamment des indépendants tandis que celui-ci s'apparente aux gaullistes de l'Action républicaine à l'Assemblée tandis que les élus au Conseil de la République participent à l'intergroupe du RPF. En août 1948, Maurice Petsche entre au gouvernement comme sous-secrétaire d’État au budget tandis que Paul Antier devient président et Camille Laurens le remplace comme secrétaire général.
En janvier 1949, le groupe parlementaire s'apparente aux Républicains indépendants et par une alliance pour les cantonales de 1949. Il s'agit alors de participer au gouvernement. Il se pose alors une question idéologique face à la volonté des RI de suivre la modernisation rurale alors que le PPUS s'y oppose et aux transformations en cours dans le monde rural. Une opposition interne  commence alors entre Antier, agrarien conservateur et autonomiste pour le parti, et Laurens, voulant élargir la base dans les indépendants.  

### Fusion avec les Indépendants
Le 15 février 1951, le groupe est absorbé par le Centre national des indépendants qui devient Centre national des indépendants et paysans et dont le PPUS est la composante paysanne. 
Le 15 mai 1957, Paul Antier est exclu du CNIP à la suite de sa déclaration commune avec Pierre Poujade de l'Union et fraternité française. Un mois plus tard, le 26 juin 1957, le parti éclate : Paul Antier conserve le Parti paysan d'union sociale (PPUS) - L'Unité paysanne, tandis que les partisans pour le maintien dans le CNIP forment le Mouvement d'Union Paysanne et Sociale (MUPS) - La France rurale. Trois mois plus tard, le 29 septembre, Antier et le PPUS participent à la création du Rassemblement Paysan (RP), coalition d'extrême droite. Le lendemain, 30 septembre 1957, le parti effectue son premier congrès ce qui le détache définitivement du CNIP. 
Dès 1957, le PPUS adopte le nom de Mouvement Démocrate et Paysan (MDP), mais il faut attendre le 16 septembre 1965 pour que cela soit son nouveau nom officiel. Paul Antier reste président du parti, Roger Palmieri est nommé secrétaire général. Antier était initialement candidat à l'élection présidentielle de 1965 mais se désiste finalement en faveur de Jean Lecanuet le 17 novembre de la même année. Pour les élections législatives des 5 et 12 mars 1967, Paul Antier rejoint le Centre Démocrate et Républicain (CDR) de Roger Palmieri et dissout le MDP.